# Žriedlovský potok
Žriedlovský potok je potok na Myjavských Kopanicich, v jižní části okresu Myjava. Je to pravostranný přítok Brezovského potoka, měří 6,2 km a je vodním tokem V. řádu.

## Pramen
Pramení v Myjavské pahorkatině na východním svahu Adamova vrchu, na území města Myjava u osady Belanskovci, v nadmořské výšce přibližně 365 m n. m. 

## Popis toku
Na horním toku teče jihojihozápadním směrem, zprava přibírá přítok ze západního svahu Adamova vrchu a teče přes osady Rafčíkovci a Bzdúškovci, kde zprava přibírá přítok vznikající jihovýchodně od kóty 438,0 m. U osady Horné chalupy přibírá pravostranný přítok zpod Záhumenice (415,8 m n. m.), stáčí se jihojihovýchodním směrem, protéká Žriedlovou dolinou, v níž teče přes osady Horní a Dolní Závodnovci. Potom se stáčí severojižním směrem a protéká i osadami Papánkovci a Tomášovci. 

## Ústí
Nakonec se stáčí východojihovýchodním směrem a na severním okraji intravilánu města Brezová pod Bradlom ústí v nadmořské výšce 263,3 m n. m. do Brezovského potoka.